# Air Banyuasin
Air Banyuasin är ett vattendrag i Indonesien.   Det ligger i provinsen Sumatera Selatan, i den västra delen av landet, 500 km nordväst om huvudstaden Jakarta.